# BR-040
A BR-040 é uma rodovia federal radial do Brasil. O ponto inicial da rodovia fica localizado em Brasília (DF), no entroncamento com a BR-450 (Via EPIA) e com a DF-001 (Via EPCT), enquanto que o ponto final fica localizado no Rio de Janeiro (RJ), mais especificamente na Rodoviária Novo Rio. A BR-040 passa pelo Distrito Federal pelos estados de Goiás, Minas Gerais e Rio de Janeiro, sendo a principal ligação rodoviária entre estas unidades federativas.
Em setembro de 2009, o trecho da rodovia compreendido entre Brasília (DF) e Petrópolis (RJ), passou a receber o nome de Rodovia Presidente Juscelino Kubitschek, através da sanção presidencial da Lei Federal N° 12.028/2009 pelo então presidente Luiz Inácio Lula da Silva
O trecho da BR-040 localizado entre Petrópolis (RJ) e o Rio de Janeiro (RJ), recebe o nome de Rodovia Washington Luís, em homenagem ao ex-presidente da república Washington Luís, que ficou conhecido por construir diversas rodovias durante o seu mandato (de 1926 até 1930), incluindo este trecho da BR-040.

## História
Sua extensão é de 1.175,5 quilômetros.
A atual BR-040 foi efetivada pelo Plano Nacional de Viação em 1973. A redação inicial do Plano, em 1964, estabelecia a rodovia entre Brasília (DF) e São João da Barra (RJ). Com a revisão, o trecho entre Belo Horizonte e São João da Barra passou a fazer parte da BR-356, sendo incluído na BR-040 o trecho até o Rio de Janeiro, inicialmente parte da BR-135.
Antes de 1964, o trecho entre Rio de Janeiro e Belo Horizonte era denominado BR-3.
Dois trechos da BR-040 têm grande importância na história das rodovias brasileiras. O trecho entre Petrópolis e Juiz de Fora compreendia a Estrada União e Indústria, a primeira rodovia brasileira, inaugurada em 23 de junho de 1861 por Dom Pedro II. Este trecho foi substituído pela atual Rio-Juiz de Fora em 1980. O trecho Rio-Petrópolis, conhecido como Rodovia Washington Luiz, foi inaugurado em 25 de agosto de 1928, pelo Presidente da República, Washington Luís, e tornou-se o primeiro asfaltado do Brasil em 1931.
O trecho da BR-040 entre Juiz de Fora e o Rio de Janeiro foi concedido à Companhia de Concessão Rodoviária Juiz de Fora-Rio de Janeiro (Concer) em 1996.
No trecho urbano da cidade do Rio de Janeiro, a BR-040 é formada em sua maior parte pela Avenida Brasil (trecho concomitante com a BR-101), indo desde a travessia sobre o Rio Meriti no limite com Duque de Caxias, até o ponto final da rodovia na Rodoviária Novo Rio. Até 2013, ano em que se iniciaram as obras na Avenida Rodrigues Alves e a demolição do Elevado da Perimetral, seu ponto final era a Praça Mauá, onde atualmente é o boulevard da Orla Conde.
Em dezembro de 2013, o trecho da BR-040 entre Brasília e Juiz de Fora foi concedido à Invepar/Via 040 (Investimentos e Participações em Infraestrutura S.A.), que seria responsável pelo período de 30 anos, pela recuperação, operação, manutenção, conservação, implantação de melhorias, ampliação e duplicação da rodovia.
Em março de 2014 foi assinado o contrato de concessão em que consta a obrigação de duplicação de pelo menos 557 km, entre eles o trecho de Luziânia (GO) a Paraopeba (MG); do entroncamento com a BR-356 (trevo de Ouro Preto) até Barbacena (MG), e de Oliveira Fortes (MG) até Juiz de Fora (MG).
Porém, alegando prejuízos financeiros com a operação da rodovia, atrelado a crise econômica do país, a Invepar/Via 040, já sinalizava interesse em rescindir o contrato de concessão desde 2017 e acabou não cumprindo 87% das obras esperadas nos anos iniciais de concessão. A rodovia será novamente relicitada em 2023.
Em 26 de setembro de 2024, após leilão na bolsa de valores de São Paulo, a empresa francesa Vincy Highways ganhou o direito de operar a pista pelos próximos 30 anos. A concessionária será a responsável pelas obras de duplicação de 10 quilômetros e modernização da pista. De acordo com a ANTT, serão investidos cerca de R$ 12 bilhões ao longo de todo o período da concessão.
As onze praças são: Cristalina (km 93), Paracatu (km 17), Lagoa Grande (km 91), João Pinheiro (km 172), São Gonçalo do Abaeté (km 251), Felixlândia (km 328), Curvelo (km 405), Sete Lagoas (km 487), Itabirito (km 577), Conselheiro Lafaite (km 642) e Barbacena (km 714)

## História da rodovia Washington Luís

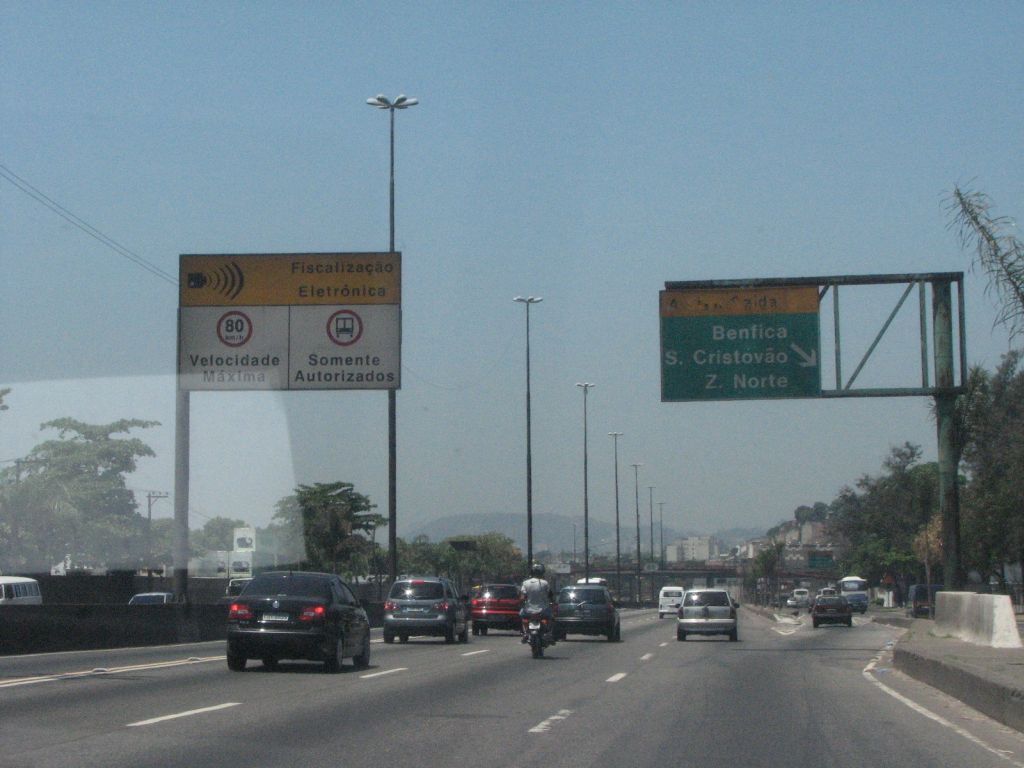
A BR-040 na chegada à cidade do Rio de Janeiro.

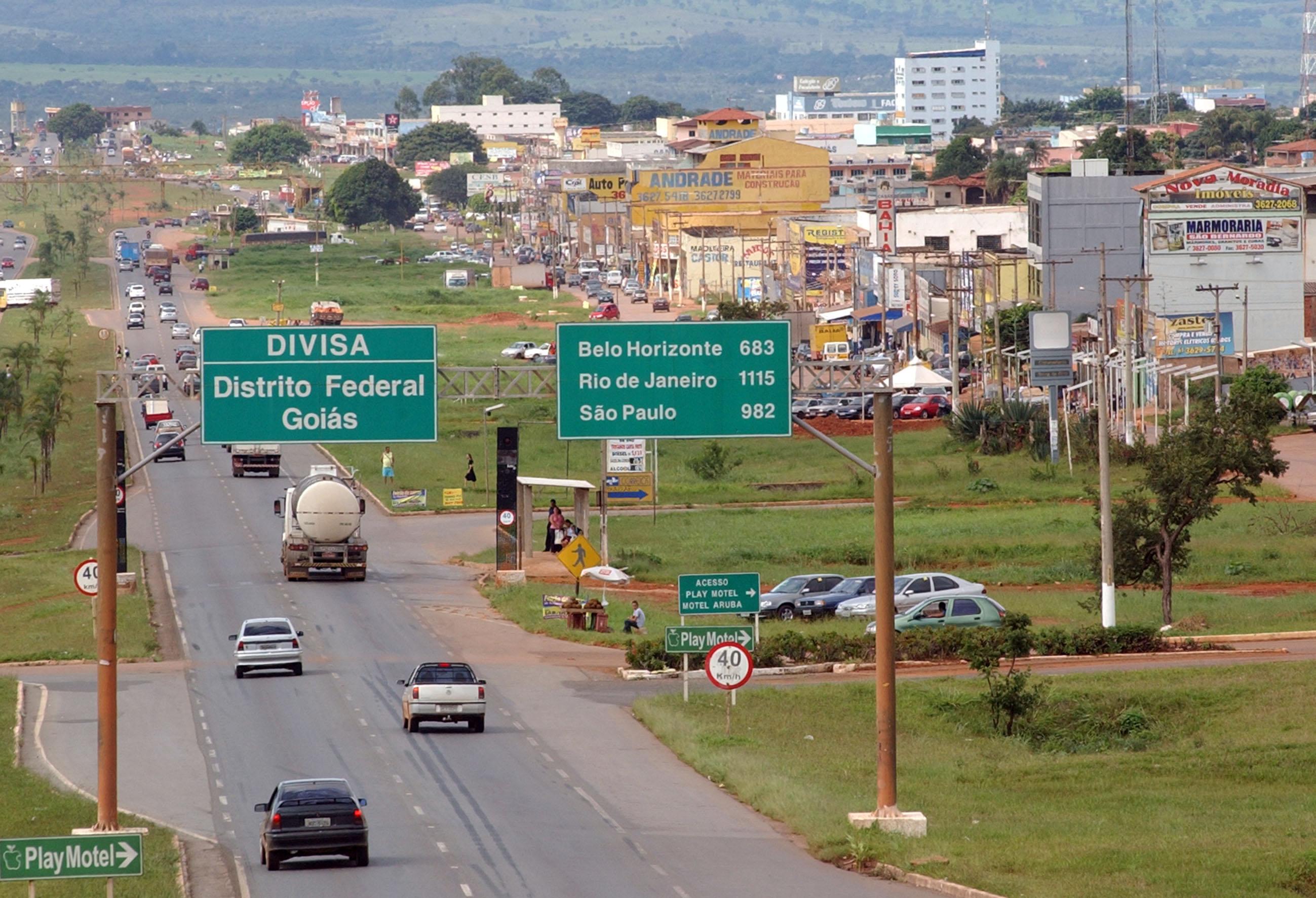
Trecho concomitante com a BR-050, próximo a Valparaíso de Goiás (GO), na divisa entre o Distrito Federal e Goiás.

Pelos idos de 1926, o presidente da República, Washington Luís, declarava à Nação que "governar é construir estradas", num país em que, em 1927, tinha 93.682 automóveis e 38.075 caminhões. O Distrito Federal e o estado do Rio de Janeiro somavam 13.252 automóveis e 5.452 caminhões.
A estrada Rio-Petrópolis constituiu-se numa das prioridades, notadamente pelo fato de a imprensa fazer pesadas críticas pelo abandono do caminho à Cidade Imperial. Não era para menos: as enxurradas de dois verões levaram a areia e o saibro de macadame da serra, enquanto a tabatinga da Baixada abria-se em sulcos intransitáveis. Um dos jornais comentava o retrocesso, naquela época em que as baratas, cupês e cabriolés voltavam a subir, a bordo dos vagões da Leopoldina.

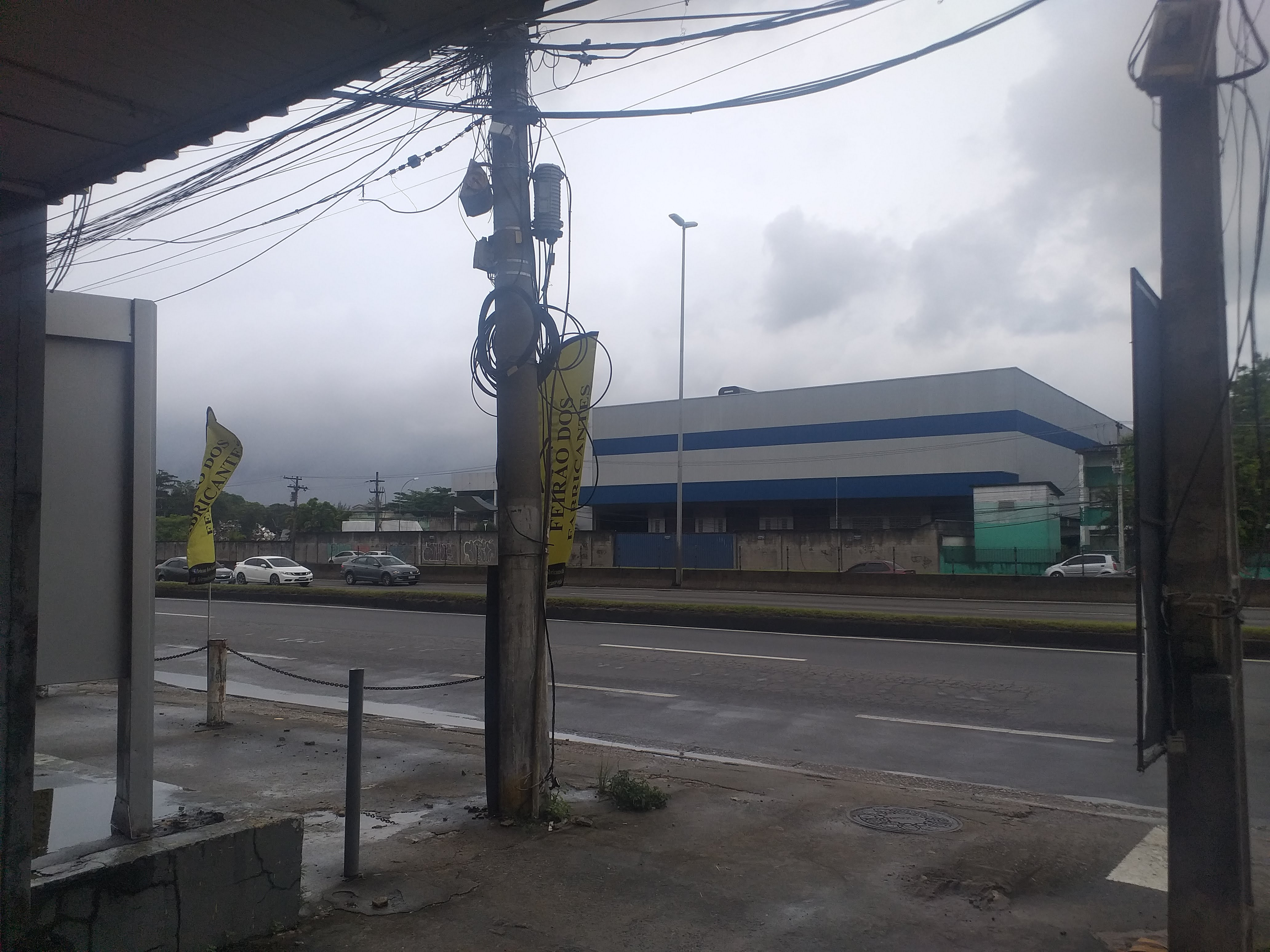
Trecho da BR-040 em Duque de Caxias, Rio de Janeiro.

A picareta, a pá, a enxada e as carrocinhas de burros eram os instrumentos de trabalho, numa fase de surto de malária na Baixada, sem esquecer o frio da serra de Petrópolis. Os operários ocupavam improvisados alojamentos no alto da montanha.
Com oito metros de largura de plataforma, a Rio-Petrópolis era inaugurada pelo presidente Washington Luís, em 25 de agosto de 1928, ao lado de seis ministros e de autoridades regionais. No dia seguinte, domingo, nada menos do que 1 783 carros passavam pela estrada, levando um cronista social a compará-la a uma Avenida Central, devido às enormes filas, vagarosas. Dois dias depois, numerosos caminhões assustavam os usuários, temerosos dos perigos das alturas. Três anos adiante, os 22 km da serra começavam a receber revestimentos de concreto. Três viadutos venceram as profundas grotas existentes, pela ousadia com que conduziram o concreto desfiladeiro abaixo.
A antiga Rio-Petrópolis foi considerada, por muito tempo, a melhor rodovia da América do Sul.
Na década de 1950s foi construída a Estrada do Contorno de Petrópolis, ligando Itaipava a Xerém, que passou a ser usada como pista de descida da serra. Atualmente, a antiga Washington Luiz serve como pista de subida da BR-040 até a entrada de Petrópolis (Quitandinha), onde se inicia a Rio-Juiz de Fora, e antes se entronca com a Rodovia Rio-Teresópolis (BR-493 e BR-116).

## O trecho Petrópolis - Juiz de Fora

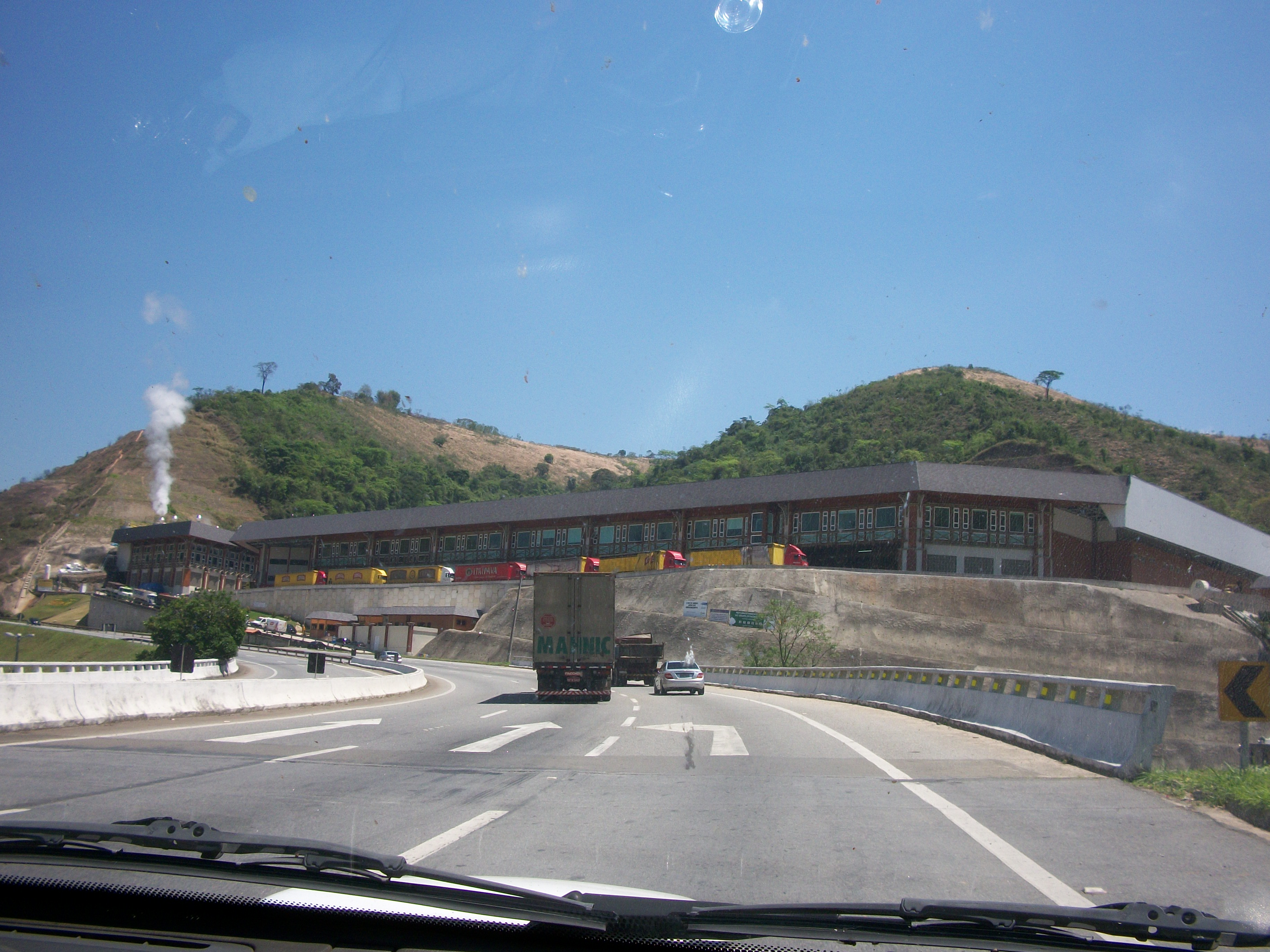
A BR-040 no distrito de Pedro do Rio (em Petrópolis, RJ), ao lado da conhecida cervejaria do Grupo Petrópolis.

Este trecho, concluído em 15 de junho de 1980, substituiu a antiga Estrada União e Indústria, a primeira rodovia do Brasil, inaugurada em 1861. Suas obras tiveram início em 1975 e concluídas cinco anos depois, seguindo longo percurso em região montanhosa, plana, ondulada, com trechos de pista simples (7,20 m) e duplas (14,40 m), de largura. Atualmente todo o percurso é feito em pista dupla.
De Petrópolis a Juiz de Fora, a rodovia BR 040 corta sete municípios, num percurso de 138 quilômetros, com volume de tráfego de sete mil veículos/dia e menor índice de cargas, em relação a Rio-Bahia, segundo informação do DNIT.
Em 1º de março de 1996, o trecho entre Rio de Janeiro e Juiz de Fora foi privatizado pelo prazo de 25 anos, concedido à empresa Concer. Possui três praças de pedágio, duas em território fluminense - km 104 (Duque de Caxias), km 45 (Areal) e uma em Minas - km 814 (Simão Pereira).

## O trecho Juiz de Fora - Belo Horizonte

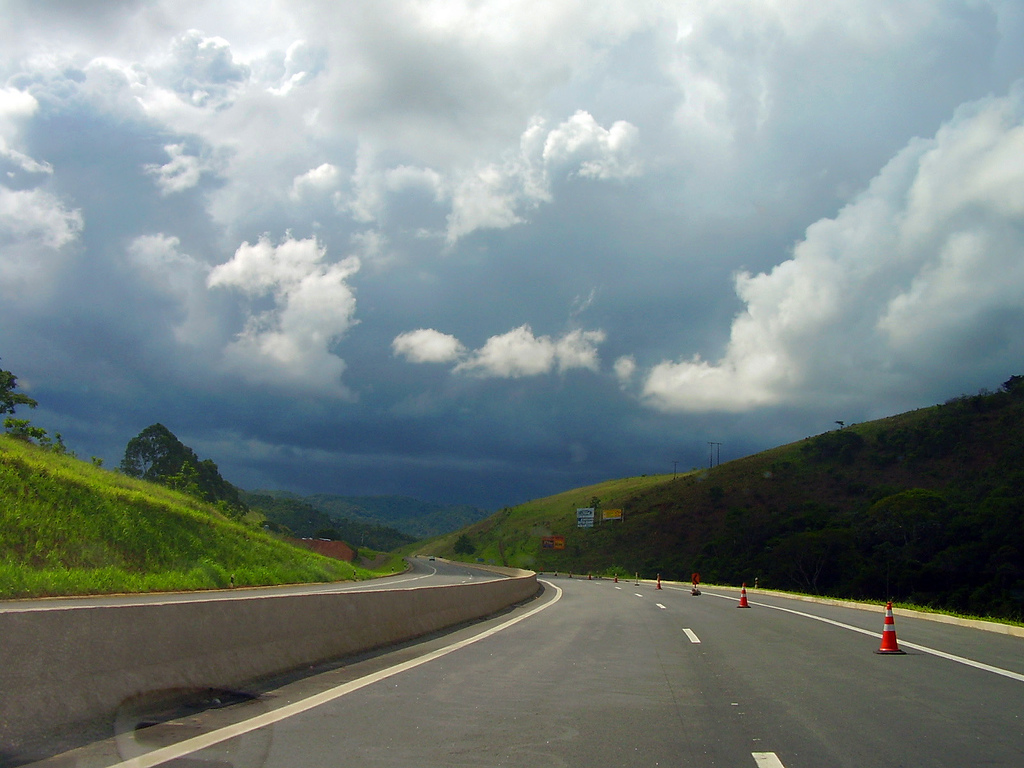
A BR-040 nas proximidades de Juiz de Fora (MG).

O trecho, que possui 260 km, corresponde aproximadamente ao traçado do Caminho Novo aberto no século XVIII. Na década de 1930 a estrada foi retificada e atingiu Belo Horizonte. Em 1 de fevereiro de 1957 foi inaugurada a pavimentação da então rodovia BR-3 pelo presidente Juscelino Kubitschek. Em 1982 a rodovia foi duplicada de Belo Horizonte até o trevo da BR-356 (para Ouro Preto), de Alfredo Vasconcelos até Serra da Mantiqueira, próximo a Santos Dumont, passando por todo por território de Barbacena e alargada até Juiz de Fora, exceto trechos em pontes e viadutos, sendo que desde meados da década de 1990 diversos trechos estão sendo duplicados.
A rodovia, entre Juiz de Fora e Belo Horizonte, apresenta diversos pontos perigosos, tais como a Curva do Ribeirão do Eixo (km 588), o Viaduto do Túnel (km 756), entre outros. A parte da estrada considerada mais perigosa são os 90 km que ligam Conselheiro Lafaiete à capital mineira.

## O trecho Sete Lagoas -BR-135
Duplicada entre a capital mineira e a cidade de Sete Lagoas, dali em diante, em direção a Santa Maria, a BR 040 tinha um traçado simples. Com o passar dos anos e o desenvolvimento da região norte do estado de Minas Gerais o fluxo de veículos, principalmente caminhões carregados de carvão para abastecer siderúrgicas, tornou a viagem um verdadeiro martírio. Congestionamentos em feriados prolongados eram constantes.
As obras de duplicação da rodovia BR-040 foram lançadas pelo Governo Federal em janeiro de 2007, e contemplaram o trecho entre Sete Lagoas e o entroncamento da BR-135, o Trevão de Curvelo. Ao todo serão 48 km duplicados com duas faixas de cada lado e separação por canteiros. Apenas pequenos trechos continuam em obras, mas boa parte das pistas já foi liberada para o tráfego. Foram previstas também construções de novas pontes e viadutos de acesso. No caso da cidade de Paraopeba a nova 040 ganhou traçado externo à cidade - antes o trânsito cortava o município.
O trecho tem um fluxo diário de cerca de 15 mil veículos segundo o DNIT (Departamento Nacional de Infraestrutura de Transportes) e sua importância se dá pela ligação entre o norte de Minas com a capital e parques siderúrgicos com os principais plantios de eucaliptos do estado - matéria-prima para o carvão.
A rodovia passa pelo território das seguintes cidades:

## Distrito Federal
- Brasília

## Goiás
- Valparaíso de Goiás
- Luziânia
- Cristalina

## Minas Gerais
- Paracatu
- Lagoa Grande
- João Pinheiro
- São Gonçalo do Abaeté
- Três Marias
- Felixlândia
- Curvelo
- Paraopeba
- Caetanópolis
- Sete Lagoas
- Capim Branco
- Matozinhos
- Pedro Leopoldo
- Esmeraldas[nota 1]
- Ribeirão das Neves
- Contagem
- Belo Horizonte
- Nova Lima
- Itabirito
- Ouro Preto
- Congonhas
- Conselheiro Lafaiete
- Cristiano Otoni
- Carandaí
- Ressaquinha
- Alfredo Vasconcelos
- Barbacena
- Oliveira Fortes
- Santos Dumont
- Ewbank da Câmara
- Juiz de Fora
- Matias Barbosa
- Simão Pereira

## Rio de Janeiro
- Comendador Levy Gasparian
- Três Rios
- Areal
- Petrópolis
- Duque de Caxias
- Rio de Janeiro